# Інтеркосмос-1
Інтерко́смос-1 — перший штучний супутник землі виготовлений в рамках міжнародної програми з дослідження космічного простору Інтеркосмос.

## Історія проекту
Співпраця соціалістичних країн у вивченні космосу почалося ще в жовтні 1957 року, коли велися спостереження за польотом першого у світі радянського штучного супутника Землі. Дослідження за допомогою ракет і космічних апаратів були доступні не всім країнам через їх складність та вартість. Але освоєння космосу, можливість безпосереднього вивчення міжпланетного простору мають бути надбанням усіх народів. В рамках пропаганди й велася робота спільних досліджень з країнами соціалістичного табору, та й країнами, які в нього не входили.
У квітні 1967 року спеціалістами соціалістичних країн була прийнята Програма спільних робіт в галузі дослідження і використання космічного простору в мирних цілях. Ця дата вважається початком практичної реалізації програми «Інтеркосмос», що отримала свою офіційну назву в 1970 році. У кожній з дев'яти країн — учасниць програми — НРБ, УНР, НДР, Кубі, МНР, ПНР, ЧССР, СРР, СРСР — був створений координаційний орган, відповідальний за виконання програми співробітництва в цілому.
Протягом 1968 — 1969 рр.. проходила підготовка до запуску супутника «Інтеркосмос-1». Чехословаччина взялася за створення рентгенівського фотометра для вимірювання м'якого випромінювання та оптичного фотометра, а потім брала активну участь в обробці та аналізі наукової інформації. На всіх супутниках «Інтеркосмос» встановлювалися виготовлені в Чехословаччині наукові прилади та апаратура для запису й передачі наукової інформації.
Відповідно до програми Радянський Союз безоплатно надав для космічних досліджень свою техніку — ракети і супутники, на які встановлювалася наукова апаратура, створена вченими і фахівцями держав-учасників. Штучні супутники Землі, створені для спільних досліджень, так само як і програма, отримали назву «Інтеркосмос». Базова ракета для виведення супутників цієї серії була створена в КБ, яким керував академік М. К. Янгель.
14 жовтня 1969 був запущений «Інтеркосмос-1». Супутники цієї серії відрізняються один від одного і зовнішнім виглядом, і складом наукової апаратури, хоча в їх основу було покладено уніфікована конструкція.

## Конструкція
Конструктивно всі супутники серії «Інтеркосмос» (виключаючи останні) виконані з трьох основних частин — циліндра і двох півсфер, у кожній з яких монтується певна апаратура; в центральній циліндричної частини супутника встановлені службові системи, що забезпечують його нормальну роботу на орбіті і роботу наукової апаратури. У задній півсфері розташовані буферні акумулятори, оскільки основними джерелами електроенергії всіх супутників (крім «Інтеркосмос-2 та Інтеркосмос-8») служать сонячні батареї, які кріпляться до зовнішньої частини корпуса. Зовні передньої півсфери знаходиться спеціальна платформа, на якій встановлені датчики наукової апаратури, усередині півсфери розміщені електронні блоки наукових приладів.

### Наукова апаратура
По комплексу наукових завдань супутники можна розбити на три основні групи:
- для вивчення Сонця;
- для іоносферних досліджень;
- для вивчення магнітосфери Землі.

Саме розбіжність у досліджуваних питаннях і зробило супутники такими несхожими зовні — за компоновкою наукової апаратури, за наявністю або відсутністю сонячних батарей і їх конфігурацією.
Наукова апаратура для супутника «Інтеркосмос-1» створювалася в лабораторіях і цехах Німецької Демократичної Республіки, Радянського Союзу і Чехословаччини. Результати досліджень, отримані супутниками «сонячної» серії програми «Інтеркосмос», були настільки цікаві й значні, що Академія наук Швеції висловила бажання провести з цієї тематики спільний експеримент.

## Призначення
Супутники «Інтеркосмос-1, −4, −7, −11, −16» були спеціальними космічними обсерваторіями для вивчення короткохвильового випромінювання Сонця. Виконання цієї програми, природно, вимагало направити датчики наукової апаратури на Сонце, тому на ШСЗ встановлена система орієнтації та стабілізації, що забезпечує сонячну орієнтацію на освітленій частині орбіти з точністю 1-2°. Крім того, за допомогою програмного пристрою тричі на кожному витку проводилося сканування апаратурою по всьому сонячному диску.